# Municipio de Boone (condado de Watauga)
El municipio de Boone (en inglés: Boone Township) es un municipio ubicado en el  condado de Watauga en el estado estadounidense de Carolina del Norte. En el año 2010 tenía una población de 9.379 habitantes.

## Geografía
El municipio de Boone se encuentra ubicado en las coordenadas 36°12′43.46″N 81°40′27.39″O / 36.2120722, -81.6742750.